# کارلوس باردو
کارلوس باردو (اسپانیایی: Carlos Barredo‎؛ زادهٔ ۵ ژوئن ۱۹۸۱) دوچرخه‌سوار اهل اسپانیا است. وی در مسابقات تور دو فرانس شرکت کرده است.